# John G. Perry
John Gerald Perry (Auburn (New York), 19 januari 1947) is een Brits bassist die furore maakte in de jaren ’70 van de 20e eeuw.

## Leven
Perry werd geboren in de Verenigde Staten. Zijn ouders hadden Engeland tijdens de Tweede Wereldoorlog verlaten. Zij waren beiden amateurmuzikanten en zo kreeg Perry de muziek mee. Tijdens zijn schoolperiode, toen hij alweer in Engeland was, stimuleerden zijn ouders de muziek. Zijn eerste muziekinstrument was de viool, maar Perry speelde veel liever op een basgitaar van een schoolgenootje. Muzikale invloeden van die tijd zijn The Beatles, Elvis Presley en Karlheinz Stockhausen. In 1966 kwam hij per toeval in zijn eerste muziekgroep terecht, een schoolbandje, op de basgitaar. Het werd serieus toen de leden gingen studeren. Voor Perry was een studie aan de landbouwhogeschool in Cirencester weggelegd, maar hij ging eerst nog wat spelen. De bandnaam wijzigde soms van Gringo in The Toast. Optredens vonden plaats in onder meer Frankrijk. De band speelde toen covers van The Beatles, The Searchers en The Beach Boys. In 1971 hield Gringo op te bestaan. De basisleden kwamen elders terecht. Henry Marsh speelde later in Sailor, Simon Byrne in Brotherhood of Man. Echter voordat dat het geval was, speelde Gringo is het voorprogramma van Caravan en Barclay James Harvest. Perry stapte in eerste instantie over naar Spreadeagle van Tony Cox, maar die band viel uit elkaar voordat een tweede album werd opgenomen. Vervolgens werd hij gebeld door Pye Hastings van Caravan, die een bassist zocht. Perry's eerste Caravanalbum werd For Girls Who Grow Plump in the Night. De band kende geen stabiele bezetting/inkomsten. Perry werkte als studiomuzikant en kwam in aanraking met muziekproducent Rupert Hine. Die was veelvuldig aan het werk en had daarbij soms de dienst van een basgitarist nodig. Hine startte op een gegeven moment zijn eigen band Quantum Jump met andere studiomuzikanten, ze nam twee albums op. Ook werd de single The Lone Ranger uitgegeven; het werd geen succes in 1975. Echter in 1978 belandde het wel in de hitparade en zou uiteindelijk ongeveer 400.000 exemplaren verkopen. De band was toen al uit elkaar gevallen. In 1975 trad Perry op verzoek van Mike Wegdewood (ex-Caravan) toe tot Curved Air. In 1976 ging Perry de geluidsstudio in voor zijn eerste soloalbum Sunset wading, de meeste andere musici zijn nog afkomstig uit Caravan. Tegelijkertijd speelde Perry mee in de band rondom Gordon Giltrap. Aan samenwerking met goede drummers geen gebrek. Bij Curved Air speelde Stewart Copeland, bij Giltrap Simon Phillips. Rond die tijd begeleidde hij ook Adrian Snell. Hij werd gevraagd door Jack Lancaster om mee te komen spelen in de supergroep Aviator, deze band viel al snel weer uit elkaar.
Nadat Aviator was opgedoekt verdween ook Perry uit het zicht. De muziekwereld veranderde, de punk kwam op en er was even geen tijd voor de progressieve rock uit de jaren 70.

## Discografie (selectief)
- 1970: Cliff Richard; About that man
- 1971: Gringo: Gringo
- 1973: Yvonne Elliman: Food of love
- 1973: Caravan: For Girls Who Grow Plump in the Night
- 1974: Caravan: Caravan and the New Symphonia
- 1974: Kevin Ayers: The Confessions of Dr. Dream and Other Stories
- 1975: Curved Air: Midnight wire
- 1975: Dan McCafferty: idem
- 1976: Perry: Sunset wading
- 1976: Al Stewart: Year of the cat
- 1976: Gordon Giltrap: Visionary
- 1976: Ralph McTell: Right side up
- 1976: Quantum Jump: Quantum jump
- 1976: Steve Harley and Cockney Rebel: Love's a prima donna
- 1976: Dave Greenslade: Cactus choir
- 1977: Linda Lewis: Woman overboard
- 1977: Steve Tilston: Songs from the dress rehearsal
- 1977: Cafe Jacques: Round the back
- 1977: Brian Bennett: Rock dreams
- 1977: Gordon Giltrap: Perilous journey
- 1977: Lesley Duncan: Maybe it’s lost
- 1977: Alan Parsons Project: I Robot (zang)
- 1977: Quantum Jump: Barracuda
- 1977: Anthony Phillips: Wise after the event
- 1978; Gordon Giltrap: Fear of the dark
- 1978: Adrian Snell: Cut
- 1978: Cafe Jacques: Cafe Jacques International
- 1979: Aviator: Aviator
- 1979: Adrian Snell; Something new under the sun
- 1979: Bryn Haworth: Keep the ball roling
- 1979: Murray Head: Between us
- 1980: Aviator: Turbulence
- 1981: Soft Machine: Land of Cockayne (zang)
- 1981: Gordon Giltrap: The peacock party
- 1994: Perry: Seabird (opgenomen in 1976)

- Gemeinsame Normdatei: 134482816
- International Standard Name Identifier: 0000 0001 1905 0161
- MusicBrainz: 1db0b482-f066-493b-87df-a9c42167686b
- Virtual International Authority File: 100290779